# 49th Parallel
49th Parallel (US-Titel: The Invaders, auf Deutsch auch Der 49. Breitengrad) ist ein britischer Kriegsfilm aus dem Jahre 1941. Regie führte Michael Powell, das Drehbuch schrieben Emeric Pressburger und Rodney Ackland. Der Film schildert eine Flucht quer durch Kanada aus Sicht der Besatzung eines versenkten deutschen U-Boots. Der später bekannte Regisseur David Lean war der Filmeditor, während die britische Komponistenlegende Ralph Vaughan Williams hier seine erste Filmmusik schrieb. Filmstars wie Laurence Olivier, Leslie Howard, Raymond Massey und Adolf Wohlbrück wirkten für die Hälfte ihrer eigentlichen Gage mit, da sie die Produktion als wichtig für die Kriegsmoral der Alliierten empfanden.

## Handlung
Der 49. Breitengrad, seit dem Oregon-Kompromiss von 1846 die Grenze zwischen Kanada und den USA, ist, so der Film, die einzige unverteidigte Grenze der Welt.
Nachdem es ein kanadisches Frachtschiff versenkt hat, flieht das fiktive deutsche U-Boot U37 in die Hudson Bay, wo es bei einem Luftangriff selbst versenkt wird. Die sechs Überlebenden, die Leutnante Hirth und Kuhnecke sowie die Matrosen Vogel, Kranz, Lohrmann und Jahner, hatte der Kapitän kurz zuvor an Land geschickt. Wie befohlen übernehmen sie einen in einem Dorf der Inuit gelegenen Handelsposten, in dem gerade der frankokanadische Trapper Johnnie zu Gast ist. Leutnant Hirth versucht vergeblich, Johnnie vom Nationalsozialismus zu überzeugen; kurz darauf fügt er ihm eine schwere Schusswunde zu, als Johnnie über Funk eine Warnung absetzt. Das daraufhin zum Handelsposten geschickte Flugzeug wird aber von den sechs übernommen, wobei sie die beiden Insassen und einige Dorfbewohner erschießen. Jahner wird von einem Inuit erschossen, als er versucht, den Abflug des überladenen Flugzeugs durch den Abwurf von Ballast zu ermöglichen. Nach einigen Stunden Flug geht überraschend der Treibstoff aus, obwohl Hirth und Kuhnecke, der das Flugzeug fliegt, sehr kontrovers über ebendieses Problem diskutiert hatten. Kuhnecke muss im Winnipegsee notwassern, wobei er ertrinkt.
Die vier Überlebenden treffen kurz danach auf eine Gemeinschaft der Hutterer, zumeist Flüchtlinge aus Deutschland oder deren Nachkommen, und werden als Gäste aufgenommen. Hirth glaubt, Unterstützer, ja „Brüder“ gefunden zu haben und hält auf einer Gemeindeversammlung eine Rede, die für den Kampf werben soll. Peter, der Leiter der Gemeinschaft, widerspricht ihm aber und erklärt, sie seien nicht die erhofften Brüder. Vogel, eigentlich ein Bäcker, der zum Kriegsdienst eingezogen worden war, fühlt sich in der Gemeinde heimisch. Er verliebt sich in die aus Deutschland geflüchtete Anna und rettet diese vor seinen Kameraden. Hirth verurteilt Vogel daraufhin wegen Verrats am Deutschen Reich zum Tode und lässt ihn von Kranz und Lohrmann erschießen.
Die drei ziehen weiter über Winnipeg Richtung Vancouver, wo sie ein japanisches Schiff zu erreichen hoffen. Sie überfallen einen Handelsreisenden, um an dessen Kollektion von Anzügen zu kommen. Mit dem Zug erreichen sie Banff und mischen sich unter die Besucher des jährlichen Indianertages. Ein Schaffner meldet sie jedoch bei den Mounties, die daraufhin die Feierlichkeiten unterbrechen und versuchen, die drei festzunehmen. Kranz verliert dabei die Nerven und wird festgenommen. Hirth und Lohrmann können entkommen.
Sie fliehen in die Rocky Mountains und treffen dort auf Philip Armstrong Scott, der in einem Tipi lebt. Mit ein paar Helfern hat er sich ein recht komfortables Lager eingerichtet. Sogar Bilder von Picasso und Matisse sind dabei. Er schreibt ein Buch über die Geschichte der Indianer der Gegend und erzählt den beiden, dass die wildesten und primitivsten dieser Stämme ihn doch sehr an die Nationalsozialisten erinnern. Überzeugt, einen Feigling und Schwächling vor sich zu haben, fesselt Hirth ihn mit Lohrmanns Hilfe. Sie zerstören die Kunstwerke und stehlen die Waffen, die sie finden. Nach dem missglückten Versuch, auch die Pferde zu stehlen, lehnt sich Lohrmann gegen Hirth auf – die beiden fliehen getrennt weiter. Lohrmann wird von dem mittlerweile befreiten Scott gestellt und wie ein kleiner Junge verprügelt. Scott meint danach: „Er hatte eine faire Chance. Ein bewaffneter Superman gegen einen unbewaffneten, dekadenten Demokraten. Ich frage mich, wie Dr. Goebbels das erklären wird.“
Hirth, der mittlerweile in Deutschland als Held gefeiert wird, fliegt zurück nach Ontario. Er will von dort aus versteckt in einem Güterzug und an den Niagarafällen vorbei in die neutralen USA reisen. Im Zug trifft er auf den kanadischen Soldaten Andy Brock, der seinen Urlaub eigenmächtig verlängert hat. Als ihm Brock nach einem freundschaftlichen Gespräch den Rücken zuwendet, schlägt Hirth ihn nieder und stiehlt seine Uniform. Brock wacht gerade noch rechtzeitig auf, um den Grenzbeamten der USA klarzumachen, dass sie die beiden wieder zurückschicken sollten – und wie sie das gesetzlich korrekt tun können. Auf der Rückfahrt wird sich Brock seine Uniform zurückholen – ohne zu fragen.

## Hintergrund

### Produktion
49th Parallel wurde von Ortus Films produziert. Die Dreharbeiten, die sich von 1939 bis 1941 hinzogen, erwiesen sich als langwierig und mussten mehrfach unterbrochen werden.

### Schauspieler und Schauspielerinnen
Der eigentliche Hauptdarsteller von 49th Parallel ist Eric Portman. Die im Vorspann vor ihm genannten Stars sind alle auf ihre relativ kurzen Abschnitte begrenzt und nur in den entsprechenden Sets zu sehen: Laurence Olivier tritt nur im Haupthaus des Handelspostens auf, Adolf Wohlbrück nur in den Gebäuden der Hutterer und Raymond Massey nur im Eisenbahnwaggon. Leslie Howards Auftritte sind auf das Set des Tipiplatzes beschränkt.
Für die Rolle der Anna war ursprünglich Elisabeth Bergner vorgesehen. Tatsächlich ist sie in ein paar Einstellungen aus der Ferne zu sehen. Sie drehte jedoch nur wenige Szenen in Kanada, ging dann in die USA und blieb dort. Möglicherweise nahm sie die Rolle nur an um in die USA zu kommen. Sie wurde durch die deutlich jüngere Glynis Johns ersetzt.
Raymond Massey wurde von seinem Bruder Vincent, damals der Hochkommissar Kanadas in London, zu der Rolle überredet. Vincent Massey sprach den Vorspann im Film.

### Musik
Musikalischer Direktor des Films war Muir Mathieson. Für die Komposition der Originalmusik konnte er den damals fast 70 Jahre alten und sehr renommierten Ralph Vaughan Williams für seine erste Arbeit in einem Kinofilm verpflichten. Dies wurde an prominenter Stelle im Vorspann gezeigt. Er beginnt mit den Seiten Leslie Howard – Laurence Olivier – Raymond Massey – Anton Walbrook – Eric Portman – And the Music of Ralph Vaughan Williams in – 49th Parallel.

### Veröffentlichungen
Die Uraufführung fand am 8. Oktober 1941 in London statt. In den USA wurde der Film am 5. März 1942 unter dem Titel The Invaders erstaufgeführt. Eine offizielle deutsche Erstaufführung gab es nicht.
Am 20. Februar 2007 wurde 49th Parallel von The Criterion Collection auf DVD veröffentlicht.
Vertrieben wurde der Film in Großbritannien von den General Film Distributors und in den USA von Columbia Pictures.

## Rezeption

### Kritik
Die Kritiken finden den Film gut, gerade weil es ein besonders gut gemachter Propagandafilm sei, überzeugend, weil die Nazis eben nicht dämonisiert werden. Im Gegenteil, die Figuren seien durchaus verschieden, und wirken daher menschlicher. Dabei wird der gute Nazi Vogel hervorgehoben. Außerdem wird es als mutig empfunden, dass die Geschichte aus der Sicht der Nazis erzählt wird, die auf ihrem Weg durch Kanada einem breiten Spektrum von in Kanada lebenden Personen begegnen, die aber alle gegen den Nationalsozialismus seien. Ziel sei es vor allem gewesen, die Bevölkerung der USA zu einem Kriegseintritt zu ermutigen, aber auch die kanadischen Kriegsbemühungen zu steigern.
Besonders hervorgehoben wird die sehr gute Besetzung, aus der Eric Portman in der Rolle des vom Nationalsozialismus überzeugten Leutnants hervorgehoben wird. Auch die prominenten Darsteller werden erwähnt, wobei allerdings Laurence Oliviers Akzent als übertrieben gewertet wird.
Leicht kritisch wird darauf hingewiesen, dass der Film die Geographie Kanadas ziemlich inkorrekt wiedergebe.

### Auszeichnungen
Bei der Oscarverleihung 1943 erhielt 49th Parallel unter dem Titel The Invaders drei Nominierungen (der Film wurde zwar 1941 veröffentlicht, kam aber erst 1942 in die US-amerikanischen Kinos und war daher erst für 1942 nominierbar; die entsprechende Oscarverleihung war 1943). Emeric Pressburger erhielt dabei den Oscar in der Kategorie Beste Originalgeschichte. Michael Powell verlor in der Kategorie Bester Film gegen Mrs. Miniver. Emeric Pressburger und Rodney Ackland unterlagen in der Kategorie Bestes adaptiertes Drehbuch ebenfalls gegen Mrs. Miniver.

### Deutscher Titel
Da es keine deutschsprachige Version des Filmes gibt, existiert auch kein offizieller deutscher Titel. Allerdings wird der Film manchmal Der 49. Breitengrad genannt. Die bekannten Filmportale benutzen diesen Titel aber nicht. Das Lexikon des internationalen Films enthält den Film nicht. OFDb.de, filmportal.de und Film.at verwenden alle den Titel 49th Parallel. Auch die Internet Movie Database kennt keinen deutschsprachigen Titel. Kay Weniger verwendet ebenfalls diesen Titel.